# Hemileius thujae
Hemileius thujae är en kvalsterart som beskrevs av Choy och Jang-Cheon Cho 1995. Hemileius thujae ingår i släktet Hemileius och familjen Hemileiidae. Inga underarter finns listade i Catalogue of Life.